# Перес, Кеннет
Кеннет Перес Даль Йенсен (дат. Kenneth Perez Dahl Jensen; род. 29 августа 1974[…], Копенгаген) — датский футболист, завершивший игровую карьеру, выступал на позиции нападающего. Первый матч за национальную сборную Дании сыграл в ноябре 2003 года, с тех пор сыграл за сборную 24 матчей, в которых забил 2 гола. Участник Чемпионата Европы 2004 года.

## Тренерская карьера
В июле 2012 года Кеннет начал тренерскую карьеру в юношеской команде «Аякса», став помощником Фреда Грима.

## Статистика

### Матчи Переса за сборную Дании
| Матчи Переса за сборную Дании | Матчи Переса за сборную Дании | Матчи Переса за сборную Дании | Матчи Переса за сборную Дании | Матчи Переса за сборную Дании | Матчи Переса за сборную Дании |
| ----------------------------- | ----------------------------- | ----------------------------- | ----------------------------- | ----------------------------- | ----------------------------- |
| №                             | Дата                          | Соперник                      | Счёт                          | Голы Переса                   | Соревнование                  |
| 1                             | 16 ноября 2003                | Англия                        | 3:2                           | —                             | Товарищеский матч             |
| 2                             | 18 февраля 2004               | Турция                        | 1:0                           | —                             | Товарищеский матч             |
| 3                             | 31 марта 2004                 | Испания                       | 0:2                           | —                             | Товарищеский матч             |
| 4                             | 28 апреля 2004                | Шотландия                     | 1:0                           | —                             | Товарищеский матч             |
| 5                             | 30 мая 2004                   | Эстония                       | 2:2                           | 1                             | Товарищеский матч             |
| 6                             | 5 июня 2004                   | Хорватия                      | 1:2                           | —                             | Товарищеский матч             |
| 7                             | 14 июня 2004                  | Италия                        | 0:0                           | —                             | Чемпионат Европы 2004         |
| 8                             | 18 августа 2004               | Польша                        | 5:1                           | —                             | Товарищеский матч             |
| 9                             | 13 октября 2004               | Турция                        | 1:1                           | —                             | Чемпионат мира 2006 (отбор)   |
| 10                            | 17 ноября 2004                | Грузия                        | 2:2                           | —                             | Чемпионат мира 2006 (отбор)   |
| 11                            | 9 февраля 2005                | Греция                        | 1:2                           | —                             | Чемпионат мира 2006 (отбор)   |
| 12                            | 26 марта 2005                 | Казахстан                     | 3:0                           | —                             | Чемпионат мира 2006 (отбор)   |
| 13                            | 2 июня 2005                   | Финляндия                     | 1:0                           | —                             | Товарищеский матч             |
| 14                            | 8 июня 2005                   | Албания                       | 3:1                           | —                             | Чемпионат мира 2006 (отбор)   |
| 15                            | 17 августа 2005               | Англия                        | 4:1                           | —                             | Товарищеский матч             |
| 16                            | 7 сентября 2005               | Грузия                        | 6:1                           | —                             | Чемпионат мира 2006 (отбор)   |
| 17                            | 1 марта 2006                  | Израиль                       | 2:0                           | 1                             | Товарищеский матч             |
| 18                            | 27 мая 2006                   | Парагвай                      | 1:1                           | —                             | Товарищеский матч             |
| 19                            | 31 мая 2006                   | Франция                       | 0:2                           | —                             | Товарищеский матч             |
| 20                            | 13 октября 2007               | Испания                       | 1:3                           | —                             | Чемпионат Европы 2008 (отбор) |
| 21                            | 6 февраля 2008                | Словения                      | 2:1                           | —                             | Товарищеский матч             |
| 22                            | 26 марта 2008                 | Чехия                         | 1:1                           | —                             | Товарищеский матч             |
| 23                            | 29 мая 2008                   | Нидерланды                    | 1:1                           | —                             | Товарищеский матч             |
| 24                            | 1 июня 2008                   | Польша                        | 1:1                           | —                             | Товарищеский матч             |

Итого: 24 матча / 2 гола; 11 побед, 8 ничьих, 5 поражений.

## Достижения
- Чемпион Нидерландов: 2009/10
- Обладатель Кубка Дании: 1997
- Обладатель Суперкубка Нидерландов: 2006

## Личная жизнь
Мать Кеннета — уроженка испанского города Лас-Пальмас-де-Гран-Канария.